# Arantxa Sánchez Vicario
Aránzazu Isabel María «Arantxa» Sánchez Vicario (Barcelona, 18 de diciembre de 1971) es una extenista española.
Durante su carrera fue número 1 del mundo de la WTA en 1995. Ganó cuatro títulos del Grand Slam en categoría individual, seis en categoría de dobles y cuatro en dobles mixtos, además de cuatro medallas olímpicas y cinco títulos de Copa Federación con el equipo español.

## Biografía
Arantxa Sánchez Vicario nació en Barcelona, en 1971 en una familia con gran afición tenística, siendo la menor de los cuatro hermanos (Marisa, Emilio, Javier y Arantxa) del matrimonio formado por Emilio Sánchez Benito (1932-2016) y María Luisa Vicario Rubio (1936). A los 4 años de edad comenzó a jugar al tenis, siguiendo los pasos de sus hermanos mayores Emilio y Javier. En 1985, con 14 años, se hizo profesional. En sus inicios se la apodó como "el abejorro de Barcelona".
Ganó su primer torneo del Gran Slam en 1989 cuando, siendo 10.ª del mundo, derrotó a la número 1 del mundo Steffi Graf en la final del torneo de Roland Garros. Con esta victoria, además de ganar el título, Arantxa se convertía en la jugadora más joven hasta ese momento en ganar el Abierto de Francia de Tenis (la marca sólo le duró un año, ya que en la siguiente edición, la serbia Monica Seles ganaba el título con tan sólo 16 años). A partir de ese momento, los partidos entre Steffi y Arantxa se convertirían en un clásico del tenis femenino por su dureza y gran juego. En la Masters de Canadá 1989 (9 semifinales, Arantxa ganó a Sabatini 3-6, 7-5, 6-3 antes de perder ante Martina Navrátilová en las finales. En 1992, Arantxa ganó a Sabatini en la final del torneo de Cayo Vizcaíno 6-1, 6-4, ella para ganar cuarta concurso contra Sabatini.
El año más exitoso de la jugadora española (en categoría individual) fue 1994, cuando ganó ocho torneos, entre ellos el Abierto de Francia o Roland Garros (por segunda vez) y el Abierto de los Estados Unidos. En 1998, ganó su tercer título en el torneo francés, completando de esta forma, su cuarteto de títulos de Grand Slam en categoría individual. Cabe destacar que también fue finalista en categoría individual en los cuatro torneos del Grand Slam. Ese mismo año Arantxa Sánchez Vicario es galardonada con el Premio Príncipe de Asturias de los Deportes.
Sánchez Vicario se convirtió en la número 1 del mundo en el ranking de la WTA en la categoría individual en 1995 (durante doce semanas). Esta clasificación coincidió en el tiempo con su primera posición en la categoría de dobles, por lo que se convirtió en la segunda jugadora en la historia (la primera fue Martina Navratilova en 1987) en mantener simultáneamente el número 1 en ambas categorías. Sólo otras tres jugadoras han repetido este hecho, Martina Hingis, Lindsay Davenport y Kim Clijsters.
En el ranking de dobles permaneció entre el año 1992-1997 un total de 111 semanas como número 1 del mundo.
En el ranking individual de la WTA ha terminado entre las diez primeras jugadoras del mundo un total de 11 temporadas. En la categoría de dobles ha estado 10 temporadas entre las diez mejores del mundo, destacando en el año 1995 y 1996 que finalizó como número 1 del mundo.
En categoría de dobles, Arantxa Sánchez Vicario ganó los títulos en Australia en los años 1992 (junto a Helena Suková), 1995 (con Jana Novotná) y 1996 (con Chanda Rubin), en el Abierto de los Estados Unidos en 1993 (con Helena Sukova) y 1994 (junto a Jana Novotná), y en Wimbledon en 1995 (también con Jana). Ganó además cuatro títulos del Grand Slam en categoría de dobles mixtos.
En 1991, Arantxa ayudó a España a ganar su primer título en la Copa Federación, derrotando al equipo de los Estados Unidos en la final. Fue jugadora de los equipos españoles que ganaron la Copa Federación cinco veces en 1991, 1993, 1994, 1995 y 1998. Sánchez Vicario tiene la marca de mayor número de triunfos en categoría individual y dobles conseguida por cualquier jugadora en la Copa Federación, con 72 victorias. También tiene las marcas de mayor cantidad de partidos disputados (100 partidos, de los cuales 72 fueron individuales y 28 fueron de dobles), y más ediciones jugadas (16).
Arantxa Sánchez Vicario fue también parte de los equipos españoles que ganaron la Copa Hopman en 1990 y 2002.
Representó a España en las cinco ediciones de los Juegos Olímpicos. Su primera participación fue en los Juegos Olímpicos de Seúl 1988, donde participó únicamente en categoría individual y perdió en 1.ª ronda. En su segunda participación, en Barcelona, compitió en individuales (perdió en semifinales ante Jennifer Capriati) y en dobles (consiguió la medalla de plata junto a Conchita Martínez). Cuatro años después, en Atlanta 1996, perdió la final individual ante Lindsay Davenport y alcanzó las semifinales en la categoría de dobles, junto a Conchita Martínez. En Sídney 2000 perdió en cuartos de final en categoría individual y alcanzó 2.ª ronda en categoría de dobles. Finalmente, en Atenas 2004, perdió en 1.ª ronda en la categoría de dobles. En esas 5 participaciones, la tenista española consiguió dos medallas de plata y dos de bronce.
Arantxa Sánchez Vicario anunció su retirada del tenis en noviembre de 2002. Sin embargo, regresó en 2004 para jugar en algunos torneos de dobles y poder disputar sus quintos Juegos Olímpicos.
En 2012 regresa a la competición como capitana de la Copa Federación de tenis junto al entrenador Gabriel Urpí, puesto en el que no consiguió una sola victoria del equipo español y tras poca implicación con el equipo, fue animada por la RFET a dimitir del cargo.
El 10 de diciembre de 2009 el Tribunal Supremo ordena pagar 3 487 216,50 euros, más las costas, a la Hacienda pública por entender que defraudó al fisco durante los ejercicios de 1989 a 1993.
En 2023 participó en el concurso de televisión de Antena 3 Mask Singer: adivina quién canta, bajo la máscara de Faraona.

## Vida privada
Su primer matrimonio fue con el periodista (director del diario Sport desde octubre de 2007) Joan Vehils, con el que contrajo matrimonio el 21 de julio de 2000 en el Castillo de San Marcial en Sardañola del Vallés, separándose un año más tarde.
El 12 de septiembre de 2008 se casó en el Castillo de Peralada en Gerona con José Santacana Blanch. El 31 de octubre de 2008 anunció a la prensa a través de un comunicado que estaba esperando su primer hijo para la siguiente primavera. Así, su primera hija, Arantxa, nació el 27 de febrero de 2009 en Barcelona. El 28 de octubre de 2011 nació su segundo hijo, un niño llamado Leo. En febrero de 2018 la prensa anuncia su separación, comenzando un juicio que incluye una demanda del Banco de Luxemburgo por impago. En julio de 2021 la fiscalía solicitó cuatro años de prisión para Sánchez por esta demanda.

### Desavenencias familiares y autobiografía
La tenista fijó su residencia en Andorra para pagar menos impuestos, sin informarse bien de los requisitos legales. En 2011 perdió un juicio contra Hacienda, teniendo entonces que pagar varios millones de euros de los impuestos que no pagó de 1989 a 1993, dejándola prácticamente en la ruina.
En febrero de 2012 publicó su autobiografía Arantxa ¡Vamos! Memorias de una lucha, una vida y una mujer, donde acusó públicamente a sus padres de controlar en exceso su vida y dinero, y de arruinarla por su mala gestión económica (incluyendo el fijar su residencia en Andorra). También acusó a sus padres de quedarse con todo el dinero que ganó, argumentando que su hermano Javier tenía más dinero y propiedades a pesar de haber ganado mucho menos dinero durante su vida. Su madre, Marisa Vicario, calificó dichas acusaciones como "falsas", al tiempo que acogió con dolor y sufrimiento las mismas.
Sin embargo, años después pidió perdón públicamente a su familia por esas acusaciones, achacándolas a manipulaciones por parte de su segundo marido.

## Torneos del Grand Slam

### Individuales

#### Ganadora (4)
| Año  | Torneo             | Oponente en la final | Resultado        |
| 1989 | Roland Garros      | Steffi Graf          | 7-6(6), 3-6, 7-5 |
| 1994 | Roland Garros      | Mary Pierce          | 6-4, 6-4         |
| 1994 | Abierto de EE. UU. | Steffi Graf          | 1-6, 7-6(3), 6-4 |
| 1998 | Roland Garros      | Monica Seles         | 7-6(5), 0-6, 6-2 |

#### Finalista (8)
| Año  | Torneo               | Oponente en la final | Resultado         |
| 1991 | Roland Garros        | Monica Seles         | 6-3, 6-4          |
| 1992 | Abierto de EE. UU.   | Monica Seles         | 6-3, 6-3          |
| 1994 | Abierto de Australia | Steffi Graf          | 6-0, 6-2          |
| 1995 | Abierto de Australia | Mary Pierce          | 6-3, 6-2          |
| 1995 | Roland Garros        | Steffi Graf          | 7-5, 4-6, 6-0     |
| 1995 | Wimbledon            | Steffi Graf          | 4-6, 6-1, 7-5     |
| 1996 | Roland Garros        | Steffi Graf          | 6-3, 6-7(4), 10-8 |
| 1996 | Wimbledon            | Steffi Graf          | 6-3, 7-5          |

#### Clasificación en torneos del Grand Slam
| Torneo                    | 1987 | 1988 | 1989 | 1990 | 1991 | 1992 | 1993 | 1994 | 1995 | 1996 | 1997 | 1998 | 1999 | 2000 | 2001 | 2002 | Total |
| ------------------------- | ---- | ---- | ---- | ---- | ---- | ---- | ---- | ---- | ---- | ---- | ---- | ---- | ---- | ---- | ---- | ---- | ----- |
| Abierto de Australia      | -    | -    | -    | -    | SF   | SF   | SF   | F    | F    | CF   | 3R   | CF   | 2R   | CF   | -    | 1R   | 0     |
| Roland Garros             | CF   | CF   | G    | 2R   | F    | SF   | SF   | G    | F    | F    | CF   | G    | SF   | SF   | 2R   | 1R   | 3     |
| Wimbledon                 | 1R   | 1R   | CF   | 1R   | CF   | 2R   | 4R   | 4R   | F    | F    | SF   | CF   | 2R   | 4R   | 2R   | -    | 0     |
| Abierto de Estados Unidos | 1R   | 4R   | CF   | SF   | CF   | F    | SF   | G    | 4R   | 4R   | CF   | CF   | 4R   | 4R   | 3R   | 1R   | 1     |
| WTA Tour Championships    | -    | SF   | CF   | CF   | CF   | F    | 1R   | 1R   | CF   | CF   | 1R   | 1R   | 1R   | CF   | -    | 0    |       |

### Dobles

#### Ganadora (6)
| Año  | Torneo               | Pareja        | Oponentes en la final                | Resultado        |
| 1992 | Abierto de Australia | Helena Suková | Mary Joe Fernández Zina Garrison     | 6-4, 7-6(3)      |
| 1993 | Abierto de EE. UU.   | Helena Suková | Amanda Coetzer Inés Gorrochategui    | 6-4, 6-2         |
| 1994 | Abierto de EE. UU.   | Jana Novotná  | Katerina Maleeva Robin White         | 6-3, 6-3         |
| 1995 | Abierto de Australia | Jana Novotná  | Gigi Fernández Natasha Zvereva       | 6-3, 6-7(3), 6-4 |
| 1995 | Wimbledon            | Jana Novotná  | Gigi Fernández Natasha Zvereva       | 5-7, 7-5, 6-4    |
| 1996 | Abierto de Australia | Chanda Rubin  | Mary Joe Fernández Lindsay Davenport | 7-5, 2-6, 6-4    |

#### Finalista (5)
| Año  | Torneo               | Pareja             | Oponentes en la final          | Resultado        |
| 1992 | Roland Garros        | Conchita Martínez  | Gigi Fernández Natasha Zvereva | 6-3, 6-2         |
| 1994 | Wimbledon            | Jana Novotná       | Gigi Fernández Natasha Zvereva | 6-4, 6-1         |
| 1995 | Roland Garros        | Jana Novotná       | Gigi Fernández Natasha Zvereva | 6-7(6), 6-4, 7-5 |
| 1996 | Abierto de EE. UU.   | Jana Novotná       | Gigi Fernández Natasha Zvereva | 1-6, 6-1, 6-4    |
| 2002 | Abierto de Australia | Daniela Hantuchová | Martina Hingis Anna Kournikova | 6-2, 6-7(4), 6-1 |

### Dobles Mixtos

#### Ganadora (4)
| Año  | Torneo               | Pareja          | Oponentes en la final      | Resultado      |
| 1990 | Roland Garros        | Jorge Lozano    | Nicole Provis Danie Visser | 7-6(5), 7-6(8) |
| 1992 | Roland Garros        | Mark Woodforde  | Lori McNeil Bryan Shelton  | 6-2, 6-3       |
| 1993 | Abierto de Australia | Todd Woodbridge | Zina Garrison Rick Leach   | 7-5, 6-4       |
| 2000 | Abierto de EE. UU.   | Jared Palmer    | Anna Kournikova Max Mirnyi | 6-3, 6-3       |

#### Finalista (4)
| Año  | Torneo               | Pareja                 | Oponentes en la final        | Resultado     |
| 1989 | Roland Garros        | Horacio de la Peña     | Manon Bollegraf Tom Nijssen  | 6-3, 6-7, 6-2 |
| 1991 | Abierto de EE. UU.   | Emilio Sánchez Vicario | Manon Bollegraf Tom Nijssen  | 6-2, 7-6      |
| 1992 | Abierto de Australia | Todd Woodbridge        | Nicole Provis Mark Woodforde | 7-5, 6-4      |
| 2000 | Abierto de Australia | Todd Woodbridge        | Rennae Stubbs Jared Palmer   | 7-5, 7-6(3)   |

## Títulos (98; 29+69)

### Individuales (29)
| Resumen)                   |
| Grand Slam (4)             |
| WTA Tour Championships (0) |
| Oro olímpico (0)           |
| Tier I (6)                 |
| Tier II (12)               |
| Tier III (3)               |
| Tier IV (4)                |

| Títulos por superficie |
| Dura (8)               |
| Tierra (19)            |
| Hierba (1)             |
| Moqueta (1)            |

| N.º | Fecha                    | Torneo            | Superficie    | Oponente en la final | Resultado           |
| --- | ------------------------ | ----------------- | ------------- | -------------------- | ------------------- |
| 1.  | 17 de julio de 1988      | Bruselas          | Tierra batida | Raffaella Reggi      | 6-0, 7-5            |
| 2.  | 30 de abril de 1989      | Barcelona         | Tierra batida | Helen Kelesi         | 6-2, 5-7, 6-1       |
| 3.  | 10 de junio de 1989      | Roland Garros     | Tierra batida | Steffi Graf          | 7-6(6), 3-6, 7-5    |
| 4.  | 29 de abril de 1990      | Barcelona         | Tierra batida | Isabel Cueto         | 6-4, 6-2            |
| 5.  | 22 de julio de 1990      | Newport           | Hierba        | Jo Durie             | 7-6(2), 4-6, 7-5    |
| 6.  | 25 de agosto de 1991     | Washington        | Dura          | Katerina Maleeva     | 6-2, 7-5            |
| 7.  | 22 de marzo de 1992      | Miami             | Dura          | Gabriela Sabatini    | 6-1, 6-4            |
| 8.  | 23 de agosto de 1992     | Montreal          | Dura          | Monica Seles         | 6-3, 4-6, 6-4       |
| 9.  | 21 de marzo de 1993      | Miami             | Dura          | Steffi Graf          | 6-4, 3-6, 6-3       |
| 10. | 11 de abril de 1993      | Amelia Island     | Tierra batida | Gabriela Sabatini    | 6-2, 5-7, 6-2       |
| 11. | 25 de abril de 1993      | Barcelona         | Tierra batida | Conchita Martínez    | 6-1, 6-4            |
| 12. | 2 de mayo de 1993        | Hamburgo          | Tierra batida | Steffi Graf          | 6-3, 6-3            |
| 13. | 10 de abril de 1994      | Amelia Island     | Tierra batida | Gabriela Sabatini    | 6-1, 6-4            |
| 14. | 24 de abril de 1994      | Barcelona         | Tierra batida | Iva Majoli           | 6-0, 6-2            |
| 15. | 1 de mayo de 1994        | Hamburgo          | Tierra batida | Steffi Graf          | 4-6, 7-6(3), 7-6(6) |
| 16. | 5 de junio de 1994       | Roland Garros     | Tierra batida | Mary Pierce          | 6-4, 6-4            |
| 17. | 21 de agosto de 1994     | Montreal          | Dura          | Steffi Graf          | 7-5, 1-6, 7-6(4)    |
| 18. | 11 de septiembre de 1994 | Abierto de EE.UU. | Dura          | Steffi Graf          | 1-6, 7-6(3), 6-4    |
| 19. | 25 de septiembre de 1994 | Tokio (Nichirei)  | Dura          | Amy Frazier          | 6-1, 6-2            |
| 20. | 6 de noviembre de 1994   | Oakland           | Moqueta (i)   | Martina Navratilova  | 1-6, 7-6(5), 7-6(3) |
| 21. | 30 de abril de 1995      | Barcelona         | Tierra batida | Iva Majoli           | 5-7, 6-0, 6-2       |
| 22. | 21 de mayo de 1995       | Berlín            | Tierra batida | Magdalena Maleeva    | 6-4, 6-1            |
| 23. | 7 de abril de 1996       | Hilton Head       | Tierra batida | Barbara Paulus       | 6-2, 2-6, 6-2       |
| 24. | 5 de mayo de 1996        | Hamburgo          | Tierra batida | Conchita Martínez    | 4-6, 7-6, 6-0       |
| 25. | 18 de enero de 1998      | Sídney            | Dura          | Venus Williams       | 6-1, 6-3            |
| 26. | 6 de junio de 1998       | Roland Garros     | Tierra batida | Monica Seles         | 7-6(5), 0-6, 6-2    |
| 27. | 25 de abril de 1999      | El Cairo          | Tierra batida | Irina Spîrlea        | 6-1, 6-0            |
| 28. | 8 de abril de 2001       | Oporto            | Tierra batida | Magüi Serna          | 6-3, 6-1            |
| 29. | 26 de mayo de 2001       | Madrid            | Tierra batida | Ángeles Montolio     | 7-5, 6-0            |

### Finalista en individuales (48)
- 1986: Abierto de Argentina (pierde ante Sabatini por 6-1, 6-1)
- 1988: Tampa (pierde ante Chris Evert por 7-6(3), 6-4)
- 1989: Roma (pierde ante Sabatini por 6-2, 5-7, 6-4)
- 1989: Toronto (pierde ante Martina Navratilova por 6-2, 6-2)
- 1990: Tokio (Pan Pacific) (pierde ante Steffi Graf por 6-1, 6-2)
- 1990: Houston (pierde ante Katerina Maleeva por 6-1, 1-6, 6-4)
- 1990: Amelia Island (pierde ante Steffi Graf por 6-1, 6-0)
- 1990: Hamburgo (pierde ante Steffi Graf por 5-7, 6-0, 6-1)
- 1990: Leipzig (pierde ante Steffi Graf por 6-1, 6-1)
- 1991: Sídney (pierde ante Jana Novotná por 6-4, 6-2)
- 1991: Berlín (pierde ante Steffi Graf por 6-3, 4-6, 7-6(6))
- 1991: Roland Garros (pierde ante Monica Seles por 6-3, 6-4)
- 1991: Eastbourne (pierde ante Martina Navratilova por 6-4, 6-4)
- 1992: Sídney (pierde ante Sabatini por 6-1, 6-1)
- 1992: Barcelona (pierde ante Monica Seles por 3-6, 6-2, 6-3)
- 1992: Hamburgo (pierde ante Steffi Graf por 7-6(5), 6-2)
- 1992: Berlín (pierde ante Steffi Graf por 4-6, 7-5, 6-2)
- 1992: US Open (pierde ante Monica Seles por 6-3, 6-3)
- 1992: Filadelfia (pierde ante Steffi Graf por 6-3, 3-6, 6-1)
- 1993: Delray Beach (pierde ante Steffi Graf por 6-4, 6-3)
- 1993: Hilton Head (pierde ante Steffi Graf por 7-6(8), 6-1)
- 1993: San Diego (pierde ante Steffi Graf por 6-4, 4-6, 6-1)
- 1993: Los Ángeles (pierde ante Martina Navratilova por 7-5, 7-6(4))
- 1993: WTA Tour Championships (pierde ante Steffi Graf por 6-1, 6-4, 3-6, 6-1)
- 1994: Australian Open (pierde ante Steffi Graf por 6-0, 6-2)
- 1994: Delray Beach (pierde ante Steffi Graf por 6-3, 7-5)
- 1994: Stratton (pierde ante Conchita Martínez por 4-6, 6-3, 6-4)
- 1994: San Diego (pierde ante Steffi Graf por 6-2, 6-1)
- 1995: Australian Open (pierde ante Mary Pierce por 6-3, 6-2)
- 1995: Roma (pierde ante Conchita Martínez por 6-3, 6-1)
- 1995: Roland Garros (pierde ante Steffi Graf por 7-5, 4-6, 6-0)
- 1995: Wimbledon (pierde ante Steffi Graf por 4-6, 6-1, 7-5)
- 1995: Tokio (Nichirei) (pierde ante Mary Pierce por 6-3, 6-3)
- 1996: Tokio (Pan Pacific) (pierde ante Iva Majoli por 6-4, 6-1)
- 1996: Abierto de Francia (pierde ante Steffi Graf por 6-3, 6-7(4), 10-8)
- 1996: Wimbledon (pierde ante Steffi Graf por 6-3, 7-5)
- 1996: Juegos Olímpicos de Atlanta (pierde ante Lindsay Davenport por 7-6(6), 6-2)
- 1996: Montreal (pierde ante Monica Seles por 6-1, 7-6(2))
- 1996: San Diego (pierde ante Kimiko Date por 3-6, 6-3, 6-0)
- 1996: Tokio (Nichirei) (pierde ante Monica Seles por 6-1, 6-4)
- 1997: Tokio (Nichirei) (pierde ante Monica Seles por 6-1, 3-6, 7-6(5))
- 1998: Eastbourne (pierde ante Jana Novotná por 6-1, 7-5)
- 1998: Montreal (pierde ante Monica Seles por 6-3, 6-2)
- 1998: Tokio (Nichirei) (pierde ante Monica Seles por 4-6, 6-3, 6-4)
- 2000: Hilton Head (pierde ante Mary Pierce por 6-1, 6-0)
- 2000: Hamburgo (pierde ante Martina Hingis por 6-3, 6-3)
- 2001: Tokio (Nichirei) (pierde ante Jelena Dokić por 6-4, 6-2)
- 2002: Bruselas (pierde ante Myriam Casanova por 4-6, 6-2, 6-1)

### Dobles (69)
| N.º | Fecha                    | Torneo                                             | Superficie    | Pareja                  | Oponentes en la final                       | Resultado           |
| --- | ------------------------ | -------------------------------------------------- | ------------- | ----------------------- | ------------------------------------------- | ------------------- |
| 1.  | 21 de septiembre de 1986 | Atenas, Grecia                                     | Tierra batida | Isabel Cueto            | Silke Meier Wiltrud Probst                  | 4-6, 6-2, 6-4       |
| 2.  | 8 de abril de 1990       | Hilton Head, Estados Unidos                        | Tierra batida | Martina Navratilova     | Mercedes Paz Natasha Zvereva                | 6-2, 6-1            |
| 3.  | 15 de abril de 1990      | Amelia Island, Estados Unidos                      | Tierra batida | Mercedes Paz            | Regina Kordova Andrea Temesvári             | 7-6(5), 6-4         |
| 4.  | 22 de abril de 1990      | Tampa, Estados Unidos                              | Tierra batida | Mercedes Paz            | Sandra Cecchini Laura Arraya                | 6-2, 6-0            |
| 5.  | 29 de abril de 1990      | Barcelona, España                                  | Tierra batida | Mercedes Paz            | Sabrina Goles Patricia Tarabini             | 6-7(7), 6-2, 6-1    |
| 6.  | 13 de enero de 1991      | Sídney, Australia                                  | Dura          | Helena Suková           | Gigi Fernández Jana Novotná                 | 6-1, 6-4            |
| 7.  | 14 de abril de 1991      | Amelia Island, Estados Unidos                      | Tierra batida | Helena Suková           | Mercedes Paz Natasha Zvereva                | 4-6, 6-2, 6-2       |
| 8.  | 29 de abril de 1991      | Barcelona, España                                  | Tierra batida | Martina Navratilova     | Nathalie Tauziat Judith Wiesner             | 6-1, 6-3            |
| 9.  | 12 de enero de 1992      | Sídney, Australia                                  | Dura          | Helena Suková           | Mary Joe Fernández Zina Garrison            | 7-6(4), 6-7(4), 6-2 |
| 10. | 26 de enero de 1992      | Australian Open, Melbourne, Australia              | Dura          | Helena Suková           | Mary Joe Fernández Zina Garrison            | 6-4, 7-6(3)         |
| 11. | 2 de febrero de 1992     | Tokio, Japón                                       | Moqueta       | Helena Suková           | Martina Navratilova Pam Shriver             | 7-5, 6-1            |
| 12. | 22 de marzo de 1992      | Miami, Estados Unidos                              | Dura          | Larisa Neiland          | Jill Hetherington Kathy Rinaldi Stunkel     | 7-5, 5-7, 6-3       |
| 13. | 5 de abril de 1992       | Hilton Head, Estados Unidos                        | Tierra batida | Natasha Zvereva         | Jana Novotná Larisa Neiland                 | 6-4 6-2             |
| 14. | 12 de abril de 1992      | Amelia Island, Estados Unidos                      | Tierra batida | Natasha Zvereva         | Zina Garrison Jana Novotná                  | 6-1, 6-0            |
| 15. | 26 de abril de 1992      | Barcelona, España                                  | Tierra batida | Conchita Martínez       | Nathalie Tauziat Judith Wiesner             | 6-4, 6-1            |
| 16. | 16 de agosto de 1992     | Los Ángeles, Estados Unidos                        | Dura          | Helena Suková           | Zina Garrison Pam Shriver                   | 6-4, 6-2            |
| 17. | 18 de octubre de 1992    | Filderstadt, Alemania                              | Moqueta       | Helena Suková           | Pam Shriver Natasha Zvereva                 | 6-4, 7-5            |
| 18. | 22 de noviembre de 1992  | WTA Tour Championships, Nueva York, Estados Unidos | Moqueta       | Helena Suková           | Jana Novotná Larisa Neiland                 | 7-6(4), 6-1         |
| 19. | 25 de abril de 1993      | Barcelona, España                                  | Tierra batida | Conchita Martínez       | Manuela Maleeva-Fragniere Magdalena Maleeva | 4-6, 6-1, 6-0       |
| 20. | 9 de mayo de 1993        | Roma, Italia                                       | Tierra batida | Jana Novotná            | Mary Joe Fernández Zina Garrison            | 6-4, 6-2            |
| 21. | 15 de agosto de 1993     | Los Ángeles, Estados Unidos                        | Dura          | Helena Suková           | Gigi Fernández Natasha Zvereva              | 7-6(4), 6-3         |
| 22. | 12 de septiembre de 1993 | US Open, Nueva York, Estados Unidos                | Dura          | Helena Suková           | Amanda Coetzer Ines Gorrochategui           | 6-4, 6-2            |
| 23. | 31 de octubre de 1993    | Essen, Alemania                                    | Moqueta       | Helena Suková           | Wiltrud Probst Christina Singer             | 6-2, 6-2            |
| 24. | 6 de marzo de 1994       | Delray Beach, Estados Unidos                       | Dura          | Jana Novotná            | Manon Bollegraf Helena Suková               | 6-2, 6-0            |
| 25. | 27 de marzo de 1994      | Light N' Lively, Estados Unidos                    | Tierra batida | Jana Novotná            | Gigi Fernández Natasha Zvereva              | 6-2, 7-5            |
| 26. | 3 de abril de 1994       | Hilton Head, Estados Unidos                        | Tierra batida | Lori McNeil             | Gigi Fernández Natasha Zvereva              | 6-4, 4-1 y ret.     |
| 27. | 10 de abril de 1994      | Amelia Island, Estados Unidos                      | Tierra batida | Larisa Neiland          | Amanda Coetzer Ines Gorrochategui           | 6-2, 6-7(6), 6-4    |
| 28. | 24 de abril de 1994      | Barcelona, España                                  | Tierra batida | Larisa Neiland          | Julie Halard-Decugis Nathalie Tauziat       | 6-2, 6-4            |
| 29. | 1 de mayo de 1994        | Hamburgo, Alemania                                 | Tierra batida | Jana Novotná            | Eugenia Maniokova Leila Meskhi              | 6-3, 6-2            |
| 30. | 7 de agosto de 1994      | San Diego, Estados Unidos                          | Dura          | Jana Novotná            | Ginger Nielsen Rachel Mcquillan             | 6-3, 6-3            |
| 31. | 21 de agosto de 1994     | Montreal, Canadá                                   | Dura          | Meredith McGrath        | Pam Shriver Elizabeth Smylie                | 2-6, 6-2, 6-4       |
| 32. | 11 de septiembre de 1994 | US Open, Nueva York, Estados Unidos                | Dura          | Jana Novotná            | Katerina Maleeva Robin White                | 6-3, 6-3            |
| 33. | 25 de septiembre de 1994 | Tokio (Nichirei), Japón                            | Dura          | Julie Halard-Decugis    | Amy Frazier Rika Hiraki                     | 6-1, 0-6, 6-1       |
| 34. | 6 de noviembre de 1994   | Oakland, Estados Unidos                            | Moqueta       | Lindsay Davenport       | Gigi Fernández Martina Navratilova          | 7-5, 6-4            |
| 35. | 29 de enero de 1995      | Australian Open, Melbourne, Australia              | Dura          | Jana Novotná            | Gigi Fernández Natasha Zvereva              | 6-3, 6-7(3), 6-4    |
| 36. | 26 de marzo de 1995      | Miami, Estados Unidos                              | Dura          | Jana Novotná            | Gigi Fernández Natasha Zvereva              | 7-5, 2-6, 6-3       |
| 37. | 30 de abril de 1995      | Barcelona, España                                  | Tierra batida | Larisa Neiland          | Mariaan De Swardt Iva Majoli                | 7-5, 4-6, 7-5       |
| 38. | 25 de junio de 1995      | Eastbourne, Reino Unido                            | Hierba        | Jana Novotná            | Gigi Fernández Natasha Zvereva              | 0-6, 6-3, 6-4       |
| 39. | 9 de julio de 1995       | Wimbledon, Londres, Reino Unido                    | Hierba        | Jana Novotná            | Gigi Fernández Natasha Zvereva              | 5-7, 7-5, 6-4       |
| 40. | 19 de noviembre de 1995  | WTA Tour Championships, Nueva York, Estados Unidos | Moqueta       | Jana Novotná            | Gigi Fernández Natasha Zvereva              | 6-2, 6-1            |
| 41. | 28 de enero de 1996      | Australian Open, Melbourne, Australia              | Dura          | Chanda Rubin            | Lindsay Davenport Mary Joe Fernández        | 7-5, 2-6, 6-4       |
| 42. | 31 de marzo de 1996      | Miami, Estados Unidos                              | Dura          | Jana Novotná            | Meredith McGrath Larisa Neiland             | 6-4, 6-4            |
| 43. | 7 de abril de 1996       | Hilton Head, Estados Unidos                        | Tierra batida | Jana Novotná            | Gigi Fernández Mary Joe Fernández           | 6-2, 6-3            |
| 44. | 14 de abril de 1996      | Amelia Island, Reino Unido                         | Tierra batida | Chanda Rubin            | Meredith McGrath Larisa Neiland             | 6-1, 6-1            |
| 45. | 5 de mayo de 1996        | Hamburgo, Alemania                                 | Tierra batida | Brenda Schultz-Mccarthy | Gigi Fernández Martina Hingis               | 4-6, 7-6(10), 6-4   |
| 46. | 12 de mayo de 1996       | Roma, Italia                                       | Tierra batida | Irina Spîrlea           | Gigi Fernández Martina Hingis               | 6-4, 3-6, 6-3       |
| 47. | 26 de mayo de 1996       | Madrid, España                                     | Tierra batida | Jana Novotná            | Sabine Appelmans Miriam Oremans             | 7-6(4), 6-2         |
| 48. | 23 de junio de 1996      | Eastbourne, Reino Unido                            | Hierba        | Jana Novotná            | Rosalyn Nideffer Pam Shriver                | 4-6, 7-5, 6-4       |
| 49. | 11 de agosto de 1996     | Montreal, Canadá                                   | Dura          | Larisa Neiland          | Mary Joe Fernández Helena Suková            | 7-6(1)              |
| 50. | 12 de enero de 1997      | Sídney, Australia                                  | Dura          | Gigi Fernández          | Lindsay Davenport Natasha Zvereva           | 6-3, 6-1            |
| 51. | 30 de marzo de 1997      | Miami, Estados Unidos                              | Dura          | Natasha Zvereva         | Sabine Appelmans Miriam Oremans             | 6-2, 6-3            |
| 52. | 25 de mayo de 1997       | Madrid, España                                     | Tierra batida | Mary Joe Fernández      | Ines Gorrochategui Irina Spîrlea            | 6-3, 6-2            |
| 53. | 3 de agosto de 1997      | San Diego, Estados Unidos                          | Dura          | Martina Hingis          | Amy Frazier Kimberly Po-Messerli            | 6-3, 7-5            |
| 54. | 12 de octubre de 1997    | Filderstadt, Alemania                              | Dura          | Martina Hingis          | Lindsay Davenport Jana Novotná              | 7-6(4), 3-6, 7-6(3) |
| 55. | 19 de octubre de 1997    | Zúrich, Suiza                                      | Moqueta       | Martina Hingis          | Larisa Neiland Helena Suková                | 4-6, 6-4, 6-1       |
| 56. | 2 de noviembre de 1997   | Moscú, Rusia                                       | Moqueta       | Natasha Zvereva         | Yayuk Basuki Caroline Vis                   | 5-3 y ret.          |
| 57. | 25 de abril de 1999      | El Cairo, Egipto                                   | Tierra batida | Laurence Courtois       | Irina Spîrlea Caroline Vis                  | 5-7, 6-1, 7-6(3)    |
| 58. | 2 de mayo de 1999        | Hamburgo, Alemania                                 | Tierra batida | Larisa Neiland          | Amanda Coetzer Jana Novotná                 | 6-2, 6-1            |
| 59. | 15 de agosto de 1999     | Los Ángeles, Estados Unidos                        | Dura          | Larisa Neiland          | Lisa Raymond Rennae Stubbs                  | 6-2, 6-7(5), 6-0    |
| 60. | 14 de mayo de 2000       | Berlín, Alemania                                   | Tierra batida | Conchita Martínez       | Amanda Coetzer Corina Morariu               | 3-6, 6-2, 7-6(7)    |
| 61. | 5 de noviembre de 2000   | Leipzig, Alemania                                  | Moqueta       | Anne-Gaelle Sidot       | Laurence Courtois Kim Clijsters             | 6-7(6), 7-5, 6-3    |
| 62. | 1 de abril de 2001       | Miami, Estados Unidos                              | Dura          | Nathalie Tauziat        | Lisa Raymond Rennae Stubbs                  | 6-0, 6-4            |
| 63. | 17 de febrero de 2002    | Doha, Catar                                        | Dura          | Janette Husárová        | Alexandra Fusai Caroline Vis                | 6-3, 6-3            |
| 64. | 14 de abril de 2002      | Amelia Island, Estados Unidos                      | Tierra batida | Daniela Hantuchová      | María Emilia Salerni Asa Svensson           | 6-4, 6-2            |
| 65. | 27 de julio de 2002      | Sopot, Polonia                                     | Tierra batida | Svetlana Kuznetsova     | Evgenia Kulikovskaya Ekaterina Sysoeva      | 6-2, 6-2            |
| 66. | 11 de agosto de 2002     | Helsinki, Finlandia                                | Tierra batida | Svetlana Kuznetsova     | Eva Bes María José Martínez Sánchez         | 6-3, 6-7(5), 6-3    |
| 67. | 24 de agosto de 2002     | New Haven, Estados Unidos                          | Dura          | Daniela Hantuchová      | Tathiana Garbin Janette Husárová            | 6-3, 1-6, 7-5       |
| 68. | 22 de septiembre de 2002 | Tokio (Nichirei), Japón                            | Dura          | Svetlana Kuznetsova     | Petra Mandula Patricia Wartusch             | 6-2, 6-4            |
| 69. | 25 de julio de 2004      | Palermo, Italia                                    | Tierra batida | Anabel Medina           | Lubomira Kurhajcova Henrieta Nagyova        | 6-3, 7-6(4)         |

## Premios
- Jugadora Revelación WTA en 1987
- Jugadora con Mayor Proyección WTA en 1988 y 1989
- Mejor Jugadora ITF en 1994
- Mejor Jugadora de dobles WTA en 1996
- Miembro del International Tennis Hall of Fame en 2007

## Condecoraciones
| Condecoración                                                   | Año  |
| --------------------------------------------------------------- | ---- |
| Gran Cruz de la Real Orden del Mérito Deportivo                 | 2001 |
| Distinción                                                      | Año  |
| Medalla de Oro de la Real Orden del Mérito Deportivo            | 1994 |
| Galardón                                                        | Año  |
| Premio Nacional del Deporte «Mejor deportista española del año» | 1994 |
| Premio Príncipe de Asturias de los Deportes                     | 1998 |

| Predecesor: · Equipo español de maratón · España | 12.º Premio Príncipe de Asturias de los Deportes 1998 | Sucesora: · Steffi Graf · Alemania |